# Croton alabamensis
Croton alabamensis E.A.Sm. ex Chapm. es una especie de arbusto perteneciente a  la familia Euphorbiaceae.

## Distribución geográfica
Es natural del sur de Estados Unidos en Texas, Alabama, Tennessee.

## Taxonomía
Croton alabamensis fue descrita por E.A.Sm. ex Chapm. y publicado en Flora of the Southern United States (ed. 2) 648. 1883.
Etimología
Ver: Croton
alabamensis: epíteto geográfico que alude a su localización en Alabama.
Variedades
- Croton alabamensis var. alabamensis
- Croton alabamensis var. texensis Ginzbarg[3]